# Net Metering
Net-Metering (engl. für Nettomessung) ist ein Modell zur Vergütung von Strom aus (meist) kleinen Photovoltaikanlagen (PV-Anlagen) oder Kleinwindanlagen. Dabei wird dem Prosumenten nur die Differenz zwischen seinem eingespeisten Strom einerseits und dem von Netz bezogenen Strom andererseits in Rechnung gestellt.
Der erzeugte Strom wird über einen Doppeltarifzähler in das Stromnetz eingespeist und mit dem Strombezug gegenverrechnet. Wird mehr Strom erzeugt als im Haushalt verbraucht wird, kann der Überschuss in die nächste Abrechnungsperiode übertragen werden.
Net-Metering ist in einigen Ländern eingeführt worden, u. a. in Dänemark, Belgien, Italien, Zypern, Griechenland, USA, Australien, Brasilien und Polen.

## Vorteile

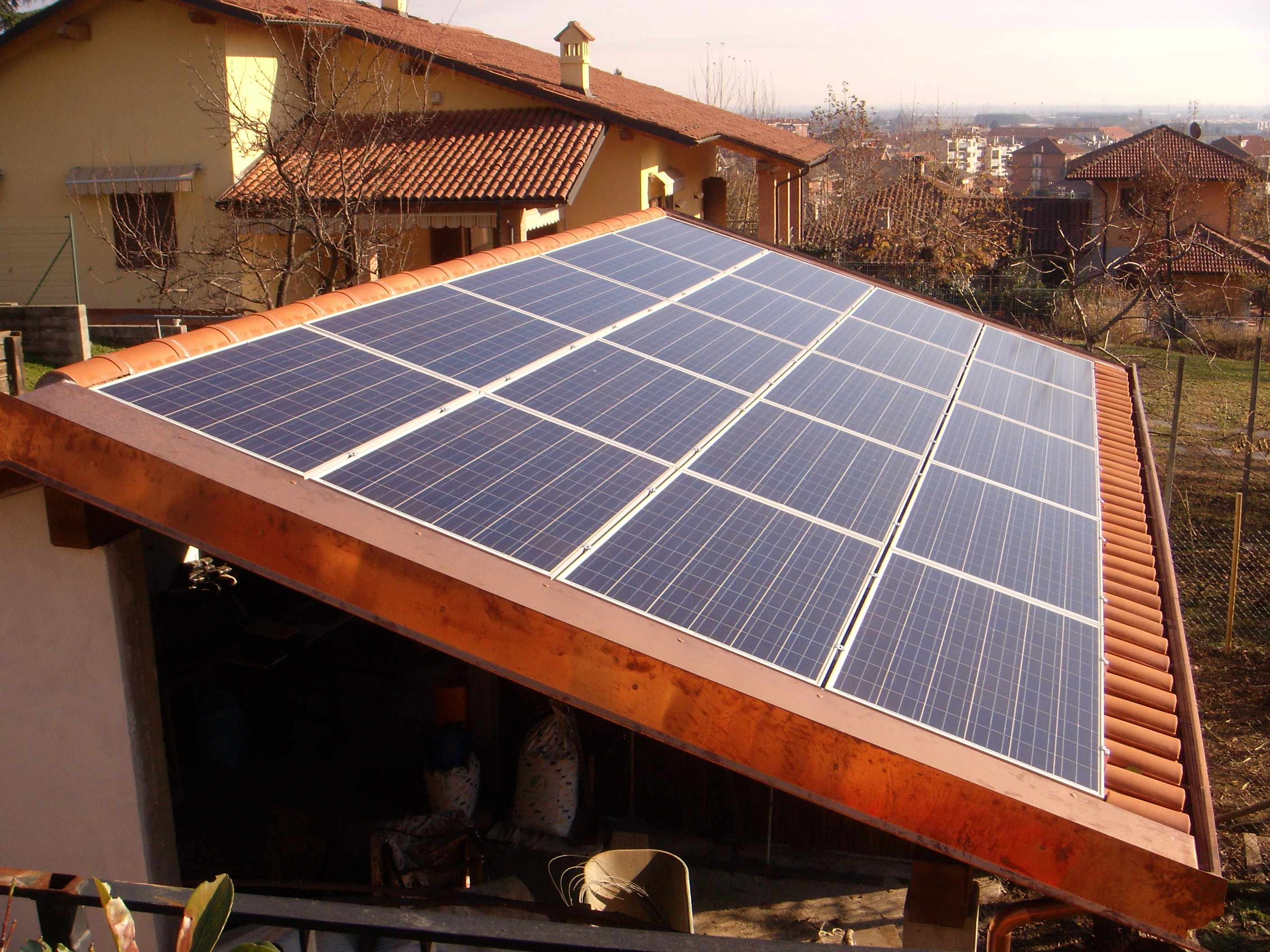
Photovoltaikanlage

Mit Stand 2013 sind die Kosten für die Erzeugung von Solarstrom in manchen Staaten schon deutlich niedriger als der Strompreis für Haushaltskunden. Mit Investitionskosten von etwa netto 1500 €/kWp, einem Jahresnutzungsgrad von ca. 10 % in Deutschland, Wartungskosten von 1,5 % der Investitionskosten pro Jahr und einem Diskontsatz von 4 % errechnen sich Stromgestehungskosten (LCOE) von 16 ct/kWh. 
Um eine Überförderung durch Net-Metering zu verhindern, könnte einerseits die Umsatzsteuerbefreiung beim Kauf wegfallen, andererseits könnte der eingespeiste Solarstrom zu einem niedrigeren Tarif vergütet werden als der Stromtarif für Endverbraucher. Schon ein Erlös von anfangs 15 ct/kWh, der an die Strompreisentwicklung gekoppelt ist, könnte bei einer angenommenen Strompreissteigerung von 3 % p. a. ausreichend sein, um einen wirtschaftlichen Betrieb der PV-Anlage zu gewährleisten.
PV-Anlagen mit Net-Metering erhalten keine Einspeisevergütung nach dem Erneuerbare-Energien-Gesetz. Anstatt der drei Stromzähler (für Einspeisung, Eigenverbrauch, Strombezug) sind nur zwei Zähler erforderlich (für Einspeisung und Strombezug).

## Nachteile
Gesetzliche Rahmenbedingungen für ausschließliches Net-Metering ohne erhöhte Einspeisetarife (Feed-in-tariffs) bieten je nach verfügbarer Sonneneinstrahlung und aktueller Preise für Strom und erneuerbare Energien in manchen Staaten zu wenig Anreize für die Investition in Solaranlagen. Der Kapitalrückfluss ist zudem weniger kalkulierbar. Während kapitalstarke Haushalte bei Net-Metering tendenziell profitieren, Berufstätige tagsüber im Haushalt jedoch nur wenig Strom konsumieren, erhalten Eltern mit Kindern, Mieter oder Rentnerhaushalte nicht ausreichende Ausgleichszahlungen oder Möglichkeiten zur Investition in erneuerbare Energien, obwohl sie diese zu Zeiten der Entstehung im Haushalt konsumieren könnten.
Eine Kombination von Net-Metering oder Smart Metering mit Lenkungsabgaben auf fossile Energien, bei gleichzeitiger Pro-Kopf-Rückvergütung dieser Abgaben kann hier ein sozial verträglicherer Weg sein, als die heutigen Einspeisevergütungen mit steigenden EEG-Umlagen: Die australische Regierung hat 2012 solch eine Rückverteilung der Einnahmen bei gleichzeitigem Abbau von Kohle-Subventionen mit einer Carbon tax begonnen, entlastet Familien und einkommensschwächere Haushalte mit sozialpolitischen Maßnahmen ("Household Assistance Package").
In Deutschland wird ein großer Teil der Energie bereits über Windkraft und Solaranlagen erzeugt. Entsprechend gibt es regelmäßig Zeiten, in denen ein Überangebot erneuerbarer Energie besteht. Solaranlagen und Windräder werden in der Folge gedrosselt. Net Metering führt dazu, dass Kunden ihren Strombedarf nicht an die Erzeugung anpassen müssen. Sie können Strom zu Zeiten beziehen, in denen es kaum ein Angebot an erneuerbaren Energien gibt. Der Energieversorger muss dafür teuer Strom aus fossilen Kraftwerken beschaffen und liefern. In Zeiten, in denen der Strom preiswert aus Wind und Sonne verfügbar ist, speist der Kunde den Strom dann wieder ein, obwohl auch das gerade gar nicht sinnvoll ist. Der Energieversorger hat möglicherweise ein Überangebot und muss den Strom des Kunden dennoch annehmen und ggfs. mit negativen Preisen in den Markt verkaufen. Net Metering erzeugt daher wenig Anreize, den Verbrauch in Zeiten günstiger Energie zu verlagern und führt zu hohen kaufmännischen Risiken für den Energieversorger. Er liefert regelmäßig zu hohen Kosten Energie und bekommt Energie „zurück“, wenn er sie nicht gebrauchen kann.